# Boontje komt om zijn loontje (hoorspel)
Boontje komt om zijn loontje is een hoorspel van Frans Verbeek. Het werd op 16 januari 1986 uitgezonden door de VARA en het duurt dertig minuten. De categorie is humor. De regisseur is Ad Löbler.

## Rolverdeling
- Hans Karsenbarg (Anton Boontje)
- Liesbeth Struppert (mevrouw Boontje)
- Gerrie Mantel (de journaliste)

## Hoorspel
Anton Boontje laat het ouderlijk huis van zijn vrouw verbouwen door een louche aannemer die hij betaalt met geld uit de gemeenschapskas. Op zijn kantoor interviewt een journaliste die hij verleid heeft hem, maar dan maakt hij het uit. Kwaad en wraakzuchtig verlaat ze Boontje en komt mevrouw Boontje tegen. Aan haar vertelt ze van hun verhouding en dat ze de biecht van haar man op een bandje heeft opgenomen. Later blijkt dat bluf te zijn. Mevrouw Boontje weet dat, omdat zij ook niets tegen haar man kan ondernemen. Geen vrouw die ooit verleid is door Boontje kan hem aan. Maar de overleden vader van mevrouw Boontje, rechter Douwe Kleyn, zal uiteindelijk over Boontje oordelen.